# Селянка (Волгоградська область)
Селянка (рос. Селянка) — селище у Палласовському районі Волгоградської області Російської Федерації.
Населення становить 40 осіб. Входить до складу муніципального утворення Ромашковське сільське поселення.

## Історія
Селище розташоване у межах українського історичного та культурного регіону Жовтий Клин.
Селище засноване 1860 року.
Згідно із законом від 30 грудня 2004 року № 982-ОД органом місцевого самоврядування є Ромашковське сільське поселення.

## Населення
| 2010 |
| ---- |
| 40   |